# Ministri per gli affari europei della Repubblica Italiana
I ministri per gli affari europei della Repubblica Italiana si sono avvicendati dal 1980 in poi, con diverse denominazioni e competenze.

## Lista
| Ministro | Ministro        | Ministro                         | Partito                                      | Governo          | Mandato          | Mandato          | Leg.  |
| Ministro | Ministro        | Ministro                         | Partito                                      | Governo          | Inizio           | Fine             | Leg.  |
| --- | --------------- | -------------------------------- | -------------------------------------------- | ---------------- | ---------------- | ---------------- | ----- |
| Coordinamento delle politiche comunitarie |                 |                                  |                                              |                  |                  |                  |       |
| |                 | Vincenzo Scotti (1933)           | Democrazia Cristiana                         | Cossiga II       | 4 aprile 1980    | 18 ottobre 1980  | VIII  |
| Forlani | 18 ottobre 1980 | Vincenzo Scotti (1933)           | Democrazia Cristiana                         | 28 giugno 1981   |                  |                  | VIII  |
| |                 | Lucio Abis (1926-2014)           | Democrazia Cristiana                         | Spadolini I      | 28 giugno 1981   | 23 agosto 1982   | VIII  |
| Spadolini II | 23 agosto 1982  | Lucio Abis (1926-2014)           | Democrazia Cristiana                         | 1º dicembre 1982 |                  |                  | VIII  |
| |                 | Alfredo Biondi (1928-2020)       | Partito Liberale Italiano                    | Fanfani V        | 1º dicembre 1982 | 4 agosto 1983    | VIII  |
| |                 | Francesco Forte (1929-2022)      | Partito Socialista Italiano                  | Craxi I          | 4 agosto 1983    | 9 maggio 1985    | IX    |
| |                 | Loris Fortuna (1924-1985)        | Partito Socialista Italiano                  | Craxi I          | 31 luglio 1985   | 5 dicembre 1985  | IX    |
| |                 | Fabio Fabbri (1933-2024)         | Partito Socialista Italiano                  | Craxi II         | 1º agosto 1986   | 18 aprile 1987   | IX    |
| |                 | Giulio Andreotti (1919-2013)     | Democrazia Cristiana                         | Fanfani VI       | 18 aprile 1987   | 29 luglio 1987   | IX    |
| |                 | Antonio La Pergola (1931-2007)   | Partito Socialista Italiano                  | Goria            | 29 luglio 1987   | 13 aprile 1988   | X     |
| De Mita | 13 aprile 1988  | Antonio La Pergola (1931-2007)   | Partito Socialista Italiano                  | 23 luglio 1989   |                  |                  | X     |
| |                 | Pier Luigi Romita (1924-2003)    | Partito Socialista Italiano                  | Andreotti VI     | 23 luglio 1989   | 13 aprile 1991   | X     |
| Andreotti VII | 13 aprile 1991  | Pier Luigi Romita (1924-2003)    | Partito Socialista Italiano                  | 28 giugno 1992   |                  |                  | X     |
| Coordinamento delle politiche comunitarie e affari regionali |                 |                                  |                                              |                  |                  |                  |       |
| |                 | Raffaele Costa (1936)            | Partito Liberale Italiano                    | Amato I          | 28 giugno 1992   | 21 febbraio 1993 | XI    |
| |                 | Gianfranco Ciaurro (1929-2000)   | Partito Liberale Italiano                    | Amato I          | 21 febbraio 1993 | 29 aprile 1993   | XI    |
| |                 | Valdo Spini (1946)               | Partito Socialista Italiano                  | Ciampi           | 29 aprile 1993   | 5 maggio 1993    | XI    |
| |                 | Livio Paladin (1933-2000)        | Indipendente                                 | Ciampi           | 5 maggio 1993    | 11 maggio 1994   | XI    |
| Coordinamento delle politiche dell'Unione europea |                 |                                  |                                              |                  |                  |                  |       |
| |                 | Domenico Comino (1955)           | Lega Nord                                    | Berlusconi I     | 11 maggio 1994   | 17 gennaio 1995  | XII   |
| Deleghe conferite al ministro del bilancio e della programmazione economica, dal 17 gennaio 1995 al 18 maggio 1996 (governo Dini)                                             |                 |                                  |                                              |                  |                  |                  |       |
| Politiche comunitarie |                 |                                  |                                              |                  |                  |                  |       |
| Deleghe conferite al Sottosegretario di Stato agli affari esteri Piero Fassino (PDS), dal 22 maggio 1996 al 21 ottobre 1998 (governo Prodi I)                                 |                 |                                  |                                              |                  |                  |                  |       |
| |                 | Enrico Letta (1966)              | Partito Popolare Italiano                    | D'Alema I        | 21 ottobre 1998  | 22 dicembre 1999 | XIII  |
| |                 | Patrizia Toia (1950)             | Partito Popolare Italiano                    | D'Alema II       | 22 dicembre 1999 | 26 aprile 2000   | XIII  |
| |                 | Gianni Francesco Mattioli (1940) | Federazione dei Verdi                        | Amato II         | 26 aprile 2000   | 11 giugno 2001   | XIII  |
| |                 | Rocco Buttiglione (1948)         | Cristiani Democratici Uniti Unione di Centro | Berlusconi II    | 11 giugno 2001   | 23 aprile 2005   | XIV   |
| |                 | Giorgio La Malfa (1939)          | Partito Repubblicano Italiano                | Berlusconi III   | 23 aprile 2005   | 17 maggio 2006   | XIV   |
| Politiche europee |                 |                                  |                                              |                  |                  |                  |       |
| |                 | Emma Bonino (1948)               | Rosa nel Pugno                               | Prodi II         | 17 maggio 2006   | 8 maggio 2008    | XV    |
| |                 | Andrea Ronchi (1955)             | Il Popolo della Libertà                      | Berlusconi IV    | 8 maggio 2008    | 17 novembre 2010 | XVI   |
| |                 | Anna Maria Bernini (1965)        | Il Popolo della Libertà                      | Berlusconi IV    | 27 luglio 2011   | 16 novembre 2011 | XVI   |
| Affari europei |                 |                                  |                                              |                  |                  |                  |       |
| |                 | Enzo Moavero Milanesi (1954)     | Indipendente                                 | Monti            | 16 novembre 2011 | 28 aprile 2013   | XVI   |
| Letta | 28 aprile 2013  | Enzo Moavero Milanesi (1954)     | Indipendente                                 | 22 febbraio 2014 | XVII             |                  |       |
| Deleghe conferite al Sottosegretario di Stato alla Presidenza del Consiglio dei ministri Sandro Gozi (PD), dal 22 febbraio 2014 al 1º giugno 2018 (governi Renzi e Gentiloni) |                 |                                  |                                              |                  |                  |                  |       |
| |                 | Paolo Savona (1936)              | Indipendente                                 | Conte I          | 1º giugno 2018   | 8 marzo 2019     | XVIII |
| |                 | Lorenzo Fontana (1980)           | Lega                                         | Conte I          | 10 luglio 2019   | 5 settembre 2019 | XVIII |
| |                 | Vincenzo Amendola (1973)         | Partito Democratico                          | Conte II         | 5 settembre 2019 | 13 febbraio 2021 | XVIII |
| Deleghe conferite al Sottosegretario di Stato alla Presidenza del Consiglio dei ministri Vincenzo Amendola (PD), dal 25 febbraio 2021 al 22 ottobre 2022 (governo Draghi)     |                 |                                  |                                              |                  |                  |                  |       |
| Affari europei, Sud, politiche di coesione e PNRR |                 |                                  |                                              |                  |                  |                  |       |
| |                 | Raffaele Fitto (1969)            | Fratelli d'Italia                            | Meloni           | 22 ottobre 2022  | 30 novembre 2024 | XIX   |
| Affari europei, politiche di coesione e PNRR |                 |                                  |                                              |                  |                  |                  |       |
| |                 | Tommaso Foti (1960)              | Fratelli d'Italia                            | Meloni           | 2 dicembre 2024  | in carica        | XIX   |